# درد پرداخت
درد پرداخت (به انگلیسی:The pain of paying) مفهومی در اقتصاد رفتاری و علوم رفتاری است که در سال ۱۹۹۶ میلادی توسط «Ofer Zellermayer» در حین نوشتن پایان‌نامه دکترای خود در دانشگاه کارنگی ملون، زیر نظر جورج لوونستین، ابداع شد. این اصطلاح به احساسات منفی تجربه شده در فرایند پرداخت برای یک کالا یا خدمات اشاره دارد. به عبارت دیگر، برای درک این موضوع ساده‌تر، هر چه خرید ضرر یا «درد» بیشتری داشته باشد، افراد کمتری تمایل به خرید دارند. در طی فرایند پرداخت، «تحویل پول دادن با دست» شبیه از دست دادن پول است. از آنجایی که بیشتر افراد از دست دادن بیزار هستند، این احساس برایشان منفی است و به همین دلیل می‌توان از این پدیده برای جلوگیری یا کاهش هزینه استفاده کرد. درد پرداخت در چندین زمینه آزمایش شده‌است و مشخص شده‌است که در هر روش پرداخت متفاوت است. درد پرداخت اغلب به عنوان ابزاری برای محدود کردن هزینه‌های افراد استفاده می‌شود.

## تحقیق در مورد روش‌های پرداخت
درد پرداخت در بین همه روش‌های پرداخت برابر نیست. تحقیقات اولیه توسط «Ofer Zellermayer» نشان داد که وقتی صحبت از درد پرداخت به میان می‌آید، مصرف‌کنندگان ترجیح می‌دهند از روش‌های پرداختی استفاده کنند که کمترین «درد» را بنظرشان دارد. کسر بانکی (برداشت مستقیم) و کارت اعتباری ترجیح داده شده‌اند، در حالی که چک و پول نقد به عنوان دردناک‌ترین و کمترین ارجحیت در نظر گرفته شده. در تحقیقات، کم دردسرترین روش‌های پرداخت نه تنها توسط افراد ترجیح داده می‌شد، بلکه بیشترین استفاده را نیز داشت.

### پرداخت‌های کارتی
پایان‌نامه زلرمایر تنها تحقیقی نیست که به «درد پرداخت» در ارتباط با پرداخت‌های کارتی می‌پردازد. اعمال کاهش درد ناشی از پرداخت به کارت‌های اعتباری می‌تواند اثراتی را که در استفاده از کارت اعتباری مشاهده می‌شود توضیح دهد. افزایش استفاده از کارت اعتباری، در مقایسه با استفاده از پول نقد، با افزایش میزان هزینه‌ها، یادآوری مخارج کمتر دقیق‌تر، کاهش کنترل تکانشگری که منجر به هزینه‌های مکرر می‌شود و همچنین انباشت بدهی مرتبط است. درد ناشی از پرداخت این پدیده‌ها با کاهش برجستگی مرتبط با سطوح پایین‌تر درد رخ می‌دهد.
تفاوت قابل توجهی با روش‌های پرداختی کارتی معمولی با روش‌هایی که در آن از امضا، کشیدن انگشت یا تأیید پین یا پرداخت‌های بدون تماس با کارت استفاده می‌شود وجود دارد. با نگاهی انحصاری به کارت‌ها، تحقیقات نشان داده‌است که افرادی که عمدتاً از کارت‌های بدون تماس استفاده می‌کنند، کمتر از هزینه‌های خود آگاه بوده‌اند، به احتمال زیاد بیشتر هزینه می‌کنند و کمتر بر مخارج خود کنترل دارند. تحقیقات یادشده نشان داد که سطح درد ناشی از پرداخت از طریق کارت اعتباری و کارت‌های بدون تماس در مقایسه با سطوح درد تجربه شده هنگام استفاده از پول نقد به همان اندازه کم است.

### پرداخت‌های موبایلی
تحقیقاتی در مورد تأثیر پرداخت‌های تلفن همراه بر درد پرداخت نیز انجام شده‌است، و نشان داده شده که در مقایسه با پول نقد و همچنین کارت، در هنگام استفاده از تلفن و سایر ابزارها برای پرداخت، درد کمتری تجربه می‌شود. تحقیقات دیگر نیز اثرات مشابهی پیدا کرده‌اند و این را به نظریه‌های چندکارکردی نسبت می‌دهند، که در آن درد ناشی از پرداخت با تلفن کاهش می‌یابد، زیرا تلفن منحصراً برای پرداخت استفاده نمی‌شود، به همین دلیل برجستگی پرداخت را کاهش می‌دهد.

## تحقیق در مورد صفت‌های فردی
علاوه بر ثابت نبودن درد پرداخت در روش‌های مختلف پرداخت، در بین افراد نیز این «درد» ثابت نمی‌ماند. تحقیقات نشان داده‌است که انواع مختلف افراد سطوح متفاوتی از درد پرداخت را تجربه می‌کنند که به نوبه خود می‌تواند بر تصمیم‌گیری در مورد هزینه‌ها تأثیر بگذارد.